# Innocenzo Odescalchi, IV principe Odescalchi
Innocenzo Odescalchi, IV principe Odescalchi (Roma, 22 luglio 1778 – Obermeidling, 24 settembre 1833), è stato un nobile italiano.

## Biografia
Figlio di Baldassarre Odescalchi, III principe Odescalchi e di sua moglie, la principessa Caterina Valeria Giustiniani, Innocenzo nacque a Roma nel 1778 e gli venne imposto il nome del suo antenato pontefice. Ebbe una sorella, Maddalena, che fu sposa di Luigi I Boncompagni Ludovisi, principe di Piombino e duca di Sora. Suo fratello Carlo, fu cardinale ed arcivescovo di Ferrara.
Frequentò insieme al padre la società papalina romana sino all'invasione delle truppe francesi quando prese un distacco dalle istituzioni romane ponendosi sotto la protezione dell'Austria. Intraprese in quegli anni la carriera militare. Per far fronte alle finanze della propria casata che andavano assottigliandosi, Innocenzo nel 1803 vendette in accordo col padre al ricco banchiere Giovanni Raimondo Torlonia il feudo di Bracciano col relativo titolo di duca (il primo acquisito dalla famiglia Torlonia), specificando però nel contratto di vendita che tale cessione poteva essere riscattata da lui o dai suoi figlio nei cinquant'anni successivi ed essa potesse considerarsi libera da questi vincoli solo allo scadere di tale termine.
Morì a Obermeidling (odierna Gföhl), in Bassa Austria, dove da tempo si era ritirato, il 24 settembre 1833.

## Matrimonio e figli

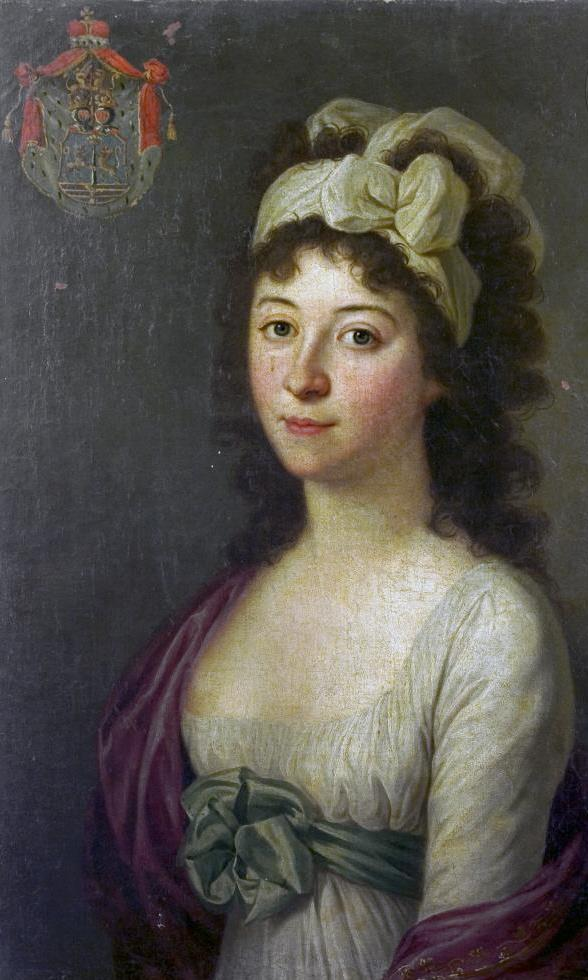
Anna Luisa Keglevich de Buzin

Innocenzo sposò il 10 febbraio 1801 la contessa croata Anna Luisa Keglevich de Buzin (1778 - 1813), dalla quale ebbe i seguenti figli:
- Giuseppe Maria, (1801 - morto infante)
- Innocenzo (1803 - morto infante)
- Leopoldina (1804 - morta infante)
- Livio (1805 - 1841), principe Odescalchi, sposò la contessa polacca Zofia Katarzyna Branicki
- Cecilia (1809 - 1847), sposò a Vienna nel 1827 il conte Károly Keglevich de Buzin, suo cugino
- Paola (1810 - 1866), sposò nel 1832 il conte Ödön Zichy de Zich et Vásonkeö
- Vittoria (1811 - 1889), sposò nel 1836 il conte Heinrich von Redern

Si risposò in seconde nozze il 13 marzo 1831 con la contessa Henriette Zichy-Ferraris de Zich et Vásonkeö (1800 - 1852), dalla quale ebbe un figlio:
- Vittorio (1833 - 1880), sposò a Graz la contessa Johanna Grimaud d'Orsay

Ebbe inoltre un figlio illegittimo, poi legittimato, da una donna sconosciuta:
- Augusto (1808 - 1848), sposò la contessa Anna Zichy de Zich et Vásonkeö

## Albero genealogico
|                                                 |                                                       |                                               | Genitori                                                    |  |  | Nonni |  |  | Bisnonni                                      |  |  | Trisnonni                                              |  |
|                                                 |                                                       |                                               |                                                             |  |  |       |  |  | Baldassarre Odescalchi, I principe Odescalchi |  |  | Antonio Maria Erba-Odescalchi, I marchese di Mondonico |  |
|                                                 |                                                       |                                               |                                                             |  |  |       |  |  | Baldassarre Odescalchi, I principe Odescalchi |  |  | Antonio Maria Erba-Odescalchi, I marchese di Mondonico |  |
|                                                 |                                                       | Teresa Turconi                                |                                                             |  |  |       |  |  | Baldassarre Odescalchi, I principe Odescalchi |  |  |                                                        |  |
| Livio Odescalchi, II principe Odescalchi        |                                                       |                                               |                                                             |  |  |       |  |  | Baldassarre Odescalchi, I principe Odescalchi |  |  |                                                        |  |
|                                                 |                                                       | Eleonora Maddalena Borghese                   | Marcantonio III Borghese, III principe di Sulmona           |  |  |       |  |  |                                               |  |  |                                                        |  |
|                                                 |                                                       | Eleonora Maddalena Borghese                   | Marcantonio III Borghese, III principe di Sulmona           |  |  |       |  |  |                                               |  |  |                                                        |  |
|                                                 |                                                       | Eleonora Maddalena Borghese                   | Livia Spinola                                               |  |  |       |  |  |                                               |  |  |                                                        |  |
| Baldassarre Odescalchi, III principe Odescalchi |                                                       | Eleonora Maddalena Borghese                   |                                                             |  |  |       |  |  |                                               |  |  |                                                        |  |
|                                                 |                                                       | Filippo Corsini, II principe di Sismano       | Bartolomeo Corsini, I principe di Sismano                   |  |  |       |  |  |                                               |  |  |                                                        |  |
|                                                 |                                                       | Filippo Corsini, II principe di Sismano       | Bartolomeo Corsini, I principe di Sismano                   |  |  |       |  |  |                                               |  |  |                                                        |  |
|                                                 |                                                       | Filippo Corsini, II principe di Sismano       | Vittoria Altoviti                                           |  |  |       |  |  |                                               |  |  |                                                        |  |
| Maria Vittoria Corsini                          |                                                       | Filippo Corsini, II principe di Sismano       |                                                             |  |  |       |  |  |                                               |  |  |                                                        |  |
|                                                 |                                                       | Ottavia Strozzi                               | Lorenzo Francesco Strozzi, I principe di Forano             |  |  |       |  |  |                                               |  |  |                                                        |  |
|                                                 |                                                       | Ottavia Strozzi                               | Lorenzo Francesco Strozzi, I principe di Forano             |  |  |       |  |  |                                               |  |  |                                                        |  |
|                                                 |                                                       | Ottavia Strozzi                               | Teresa Strozzi di Bagnolo                                   |  |  |       |  |  |                                               |  |  |                                                        |  |
| Innocenzo Odescalchi, IV principe Odescalchi    |                                                       | Ottavia Strozzi                               |                                                             |  |  |       |  |  |                                               |  |  |                                                        |  |
|                                                 | Girolamo Vincenzo Giustiniani, IV principe di Bassano | Vincenzo Giustiniani, III principe di Bassano |                                                             |  |  |       |  |  |                                               |  |  |                                                        |  |
|                                                 | Girolamo Vincenzo Giustiniani, IV principe di Bassano | Vincenzo Giustiniani, III principe di Bassano |                                                             |  |  |       |  |  |                                               |  |  |                                                        |  |
|                                                 | Girolamo Vincenzo Giustiniani, IV principe di Bassano | Costanza Boncompagni                          |                                                             |  |  |       |  |  |                                               |  |  |                                                        |  |
| Benedetto II Giustiniani, V principe di Bassano | Girolamo Vincenzo Giustiniani, IV principe di Bassano |                                               |                                                             |  |  |       |  |  |                                               |  |  |                                                        |  |
|                                                 |                                                       | Maria Angelica Ruspoli                        | Francesco Maria Marescotti Ruspoli, I principe di Cerveteri |  |  |       |  |  |                                               |  |  |                                                        |  |
|                                                 |                                                       | Maria Angelica Ruspoli                        | Francesco Maria Marescotti Ruspoli, I principe di Cerveteri |  |  |       |  |  |                                               |  |  |                                                        |  |
|                                                 |                                                       | Maria Angelica Ruspoli                        | Isabella Cesi                                               |  |  |       |  |  |                                               |  |  |                                                        |  |
| Caterina Valeria Giustiniani                    |                                                       | Maria Angelica Ruspoli                        |                                                             |  |  |       |  |  |                                               |  |  |                                                        |  |
|                                                 |                                                       | James Joseph O'Mahony, conte Mahony           | Daniel O'Mahony, conte Mahony                               |  |  |       |  |  |                                               |  |  |                                                        |  |
|                                                 |                                                       | James Joseph O'Mahony, conte Mahony           | Daniel O'Mahony, conte Mahony                               |  |  |       |  |  |                                               |  |  |                                                        |  |
|                                                 |                                                       | James Joseph O'Mahony, conte Mahony           | Cecilia Weld                                                |  |  |       |  |  |                                               |  |  |                                                        |  |
| Cecilia Carlotta Francisca Anna Mahony          |                                                       | James Joseph O'Mahony, conte Mahony           |                                                             |  |  |       |  |  |                                               |  |  |                                                        |  |
|                                                 |                                                       | Anne Clifford                                 | Thomas Clifford                                             |  |  |       |  |  |                                               |  |  |                                                        |  |
|                                                 |                                                       | Anne Clifford                                 | Thomas Clifford                                             |  |  |       |  |  |                                               |  |  |                                                        |  |
|                                                 |                                                       | Anne Clifford                                 | Charlotte Maria Radclyffe, III contessa di Newburgh         |  |  |       |  |  |                                               |  |  |                                                        |  |
|                                                 |                                                       | Anne Clifford                                 |                                                             |  |  |       |  |  |                                               |  |  |                                                        |  |